# Jeroen Boere
Jeroen Boere (18 tháng 11 năm 1967 - 16 tháng 8 năm 2007) là một cầu thủ bóng đá người Hà Lan.

## Sự nghiệp câu lạc bộ
Jeroen Boere đã từng chơi cho Omiya Ardija.

## Thống kê câu lạc bộ

### J.League
| Đội          | Năm       | J.League | J.League | J.League Cup | J.League Cup | Tổng cộng | Tổng cộng |
| Đội          | Năm       | Trận     | Bàn      | Trận         | Bàn          | Trận      | Bàn       |
| ------------ | --------- | -------- | -------- | ------------ | ------------ | --------- | --------- |
| Omiya Ardija | 1999      | 11       | 9        | 2            | 0            | 13        | 9         |
| Tổng cộng    | Tổng cộng | 11       | 9        | 2            | 0            | 13        | 9         |